# Yarisleidis Cirilo
Yarisleidis Cirilo Duboys (Guantánamo, 10 de maio de 2002) é uma canoísta cubana.

## Carreira
Yarisleidis Cirilo se classificou para as Olimpíadas de Verão de 2020, nas provas C-1 200 metros e C-2 500 metros.  Ela competiu na Copa do Mundo de Canoagem Velocidade de 2021. Nomeada e aprovada como candidata para as eleições parlamentares cubanas de 2023, ela obteve a aprovação da maioria dos eleitores em seu distrito de Guantánamo e foi eleita membro da Assembleia Nacional do Poder Popular.
Nos Jogos Olímpicos de Verão de 2024, em Paris, conquistou a medalha de bronze na competição do C-1 200 m feminino, tendo conseguindo o tempo de 44.36 na largada final.